# Humanističke znanosti
Humanističke znanosti su znanstvene discipline koje proučavaju postojanost i bit čovjeka, tj. iskustvo bivanja čovjekom, koristeći se analitičkim, kritičkim i spekulativnim (misaonim) metodama istaknutim u većini empirijskih pristupa prirodnih i društvenih znanosti. Latinska riječ humanus znači ljudski, uljudan. Od te riječi potječe riječ humanizam koja ima više značenja. Spoznajna teorija humanizmom označava naglašavanje ljudskih temelja svake spoznaje. Izvori tog značenja vidljivi su već kod Protagore („Čovjek je mjera svih stvari“ ). Spoznaja proizlazi iz čovjeka i vrijedi samo za njega. U etici riječ humanizam predstavlja učenje da se svi društveni odnosi moraju zasnivati na uvažavanju i toleriranju ljudske prirode kao specifične vrijednosti u svakom čovjeku pojedincu. Etički humanizam je svjesna afirmacija čovjeka, koja isključuje sve što čovjeka otuđuje od njega samoga time što ga želi podrediti nadljudskim silama i načelima ili ga iskorištava neljudskim postupcima. 
U povijesnom smislu, humanitas (čovječanstvo, čovječnost, čojstvo, humanitet) je osjećanje jedinstva ljudskog roda s ciljem da među ljudima zavladaju što uspravniji i snošljiviji odnosi. U kulturnoj povijesti srednjeg vijeka humanizam je razdoblje obilježeno nastojanjem da se upozna i objasni klasična rimska i grčka (humana) književnost. Primjeri disciplina povezanih s humanističkim znanostima su antički i moderni jezici, književnost, povijest, filozofija, religija, vizualne i izvođačke umjetnosti (uključujući glazbu). Dodatne discipline koje su ponekad uključene u humanističke znanosti su antropologija, nauke o prostoru, komunikaciji i kulturi, iako su često smatrane društvenim znanostima. Ljudi koji se bave humanističkim znanostima nazivaju se humanisti. Međutim, taj termin također opisuje filozofsko stajalište humanizma, što neki antihumanisti negiraju i odbijaju. Humanisti su pripadali posebnoj društvenoj kategoriji. Izdvojilo ih je bavljenje antičkom kulturom i zajednički interes za proučavanje. Ideal im je svestrani čovjek (l'uomo universale) koji je razvio sve svoje umne sposobnosti i postao slobodan duh. Humanistička područja su nauka o klasici, povijest, jezici, pravo, književnost, umjetnosti izvedbe (glazba, kazalište(gluma), ples), filozofija, religija, vizualna umjetnost (povijest vizualne umjetnosti, vrste medija, slikanje), povijest humanističkih znanosti, suvremene humanističke znanosti(humanističke znanosti u SAD-u, digitalno doba, opravdavanje postojanja humanističkih znanosti, građanstvo, razmišljanje o sebi i humanističke znanosti, istina, značenje i humanističke znanosti, zadovoljstvo potraga za znanjem i humanistička učenost, romantizacija, odbijanje humanističkih znanosti.)

## Znanost o klasici
Znanost o klasici, u zapadnoj teoretskoj tradiciji, odnosi se na klasičnu antiku, na antičku Grčku i Rim i njihove kulture. Klasične nauke su prvobitno smatrane jednim od temelja humanističkih znanosti, ali važnost im je potisnuta tijekom 
20.stoljeća. Unatoč tomu, utjecaj ideja tih nauka na humanističke znanosti,poput filozofije i književnosti, ostaje jak. Općenito govoreći, „klasika“ su osnovne pisane baštine starih, velikih kultura. (U ostalim velikim naučavanjima „klasika“ bi se na primjer odnosila na Vedu i Upanišade u Indiji, ep o Gilgamešu iz Mezopotamije, kao i Egipatska knjiga mrtvih.)

## Povijest
Povijest čine sistematski prikupljene informacije o prošlosti. Kada se riječ povijest koristi kao naziv za znanstvenu disciplinu, tada znači nauka i interpretacija zapisa od strane ljudi, obitelji i društva. Za znanje povijesti se kaže da često obuhvaća znanje o događajima iz prošlosti i sposobnost razmišljanja o njima. Tradicionalno, nauka povijesti se smatra dijelom humanističkih znanosti. Međutim, u modernim akademskim krugovima povijest je klasificirana kao društvena znanost, pogotovo kad je fokus na kronologiji.

## Jezici
Dok je znanstveno proučavanje i učenje jezika poznato kao jezikoslovlje i pripada društvenim znanostima, učenje individualnih modernih i starih jezika formira okosnicu modernog studiranja humanističkih znanosti. Otkad su mnoga područja humanističkih znanosti poput književnosti, povijesti i filozofije bazirana na jeziku, promjene unutar jezika mogu imati apsolutan utjecaj na ostale humanističke znanosti. Književnost, koja pokriva različitu uporabu jezika uključujući vrste proze(kao roman), poezije i drame, također leži u srču modernih humanističkih znanosti. Razina sveučilišnog programa u stranim jezicima obično uključuje nauku o važnosti književnosti u tom jeziku kao i samu važnost tog jezika (gramatika, vokabular).

## Pravo
Pravo u uobičajenom načinu govora, znači pravilo koje je (suprotno etičkim pravilima) moguće provesti pomoću različitih institucija. Nauka prava prelazi granice između društvenih i humanističkih znanosti, ovisno o pogledu istraživanja. Pravo se ne može uvijek provesti, pogotovo u kontekstu međunarodnih odnosa. Definirano je kao sustav pravila, kao interpretirajući koncept za postizanje pravde, kao autoritet posredovanja u ljudskim interesima, pa čak i kao naredba suverenosti, vraćena kao prijetnja sankcijom. Međutim, pravo se može smatrati kao potpuna ,centralna i društvena institucija. Pravo pripada politici jer ga ona stvara. Pravo je filozofija, jer ga oblikuju moralna i etička uvjerenja. Pravo govori mnogo o povijesti jer statuti i kodifikacija potječu iz prošlosti. Pravo je i ekonomija, jer svako pravilo u vezi ugovora, delikta, prava vlasništva, prava rada i društvenog prava i mnogih drugih mogu imati snažan utjecaj na raspodjelu dobara.

## Književnost
Na književnost se može gledati kao na kolekciju priča, pjesama i drame koja se okreće oko pojedinih tema. U tom slučaju, priče, pjesme i drame mogu i ne moraju imati nacionalnu implikaciju. Zapadni kanonik formira takvu književnost. Termin književnost ima različita značenja ovisno o tome tko se njime koristi i u kojem kontekstu. Može označavati svaki simbolični zapis i obuhvaćati sliku, skulpturu i slova. Ljudi mogu primijetiti razliku između književnosti i nekog popularnog oblika pisanog djela. Termini poput književna fikcija i književna vrijednost često služe pri razlikovanju individualnih djela.

## Izvedbene umjetnosti
U izvedbenim umjetnostima umjetnik koristi svoje vlastito tijelo, lice i prisutnost kao sredstvo za stvaranje umjetničkog djela. Izvedbene umjetnosti uključuju akrobaciju, zabavljanje publike, ples, mađioničarske trikove, glazbu, operu, film, žongliranje, kazalište... Umjetnici koji sudjeluju u ovim umjetnostima ispred publike, nazivaju se izvođači, uključujući glumce, komičare, plesače, glazbenike i pjevače te one koji pišu pjeseme i pomažu iza pozornice. Izvođači često prilagođavaju svoj izgled kostimima i maskiranjem(šminkom)... Razlikujemo i umjetnost performansa koju označava umjetnička situacija za koju je bitno određeno vrijeme i prostor, glumci i njihov odnos s publikom.

## Glazba
Glazba je uglavnom fokusirana na dvije stvari, glazbenu izvedbu (naglasak na orkestralnu i koncertnu dvoranu) i glazbenu edukaciju. Učenici uče svirati instrumente, ali stječu i teorijska znanja o glazbi i njezinoj povijesti. U slobodnoj umjetničkoj tradiciji, glazba se koristi za širenje znanja muzički nenadarenima, učeći ih koncentraciji i slušanju.

## Kazalište
Kazalište je grana umjetnosti izvedbe i odnosi se na glumu i izvođenje ispred publike koristeći kombinaciju govora, glazbe, gesti, plesa... Osim standardnog narativnog dijaloga, kazalištu pripada opera, balet, mimika, kabuki, klasični indijanski ples, kineska opera, krabuljni ples i pantomima.

## Ples
Ples se općenito odnosi na ljudske pokrete kao način izražavanja ili kao prikaz socijalnog, duhovnog stanja. Ples se koristi za opis metoda neverbalne komunikacije između ljudi ili životinja, kretnju u neživim objektima, određene glazbene forme ili žanra. Koreografija je umjetnost stvaranja plesa, a osoba koja ju stvara se naziva koreograf. Definirati što ples jest ovisi o društvenim, kulturnim, estetskim, umjetničkim i moralnim načelima i sežu od funkcionalnih pokreta (kao što su narodni plesovi) do kodificiranih, virtuoznih tehnika poput baleta.

## Filozofija
Filozofija je općenito nauka o egzistenciji, znanju, istini, pravednosti, dobrom i lošem, ljepoti(estetici), ispravnosti, zakonitosti, mišljenju i jeziku. Nesumnjivo, mnoge druge discipline proučavaju upravo te stvari. Međutim, filozofija se razlikuje od ostalih načina označavanja tih problema svojim kritičkim, općenito sistematskim pristupom i svojim osloncem na razumne argumente, umjesto na eksperimente. Etimologija riječi filozofija potječe iz antičke Grčke i znači ljubav prema mudrosti. Prema Immanuelu Kantu, filozofija je podijeljena na tri znanosti: fiziku, etiku i logiku. Od kalsične antike, kao što primjećuje Kant, filozofija je uključivala danas odvojene znanosti kao što je fizika, psihologija i lingvistika. Glavna područja filozofije su logika, etika, metafizika i epistemologija. Većina tih područja bavi se pitanjima poput:što bismo trebali činiti? Što je dobro da činimo? U što bi čovjek trebao vjerovati? I dok su određene znanosti usmjerene prema određenim temama ipak im se mnoga problematika poklapa s filozofijom. Na primjer, lingvistika proučava jezik, uključujući i semantiku(značenje, smisao). Međutim, i filozofi i lingvisti proučavajhu značenje/smisao. Njihovi pristupi tom objektu proučavanja su drugačiji. Dapače, zajednički im je cilj stjecanje znanja o smislu i značenju riječi i drugih lingvističkih fenomena. Još od ranog dvadesetog stoljeća, filozofija koja je podučavana na sveučilištima (pogotovo u engleskim govornim područjima svijeta) je postala puno više "analitička" u jednom smislu te riječi. Analitičku filozofiju prepoznajemo po čistoj i rigoroznoj ispitivačkoj metodi koja naglašava upotrebu logike formalnijih metoda zaključivanja. Ova metoda ispitivanja duguje puno radovima filozofa kao što su Gottlob Frege, Bertrand Russell, G.E. Moore i Ludwig Wittgenstein.

## Religija
Mnogi povjesničari smatraju da religioznost potječe iz neolitika. Mnoge religije iz tog perioda govore o Majci Božjoj i Nebeskom Ocu te obožavanju Sunca i Mjeseca kao božanstava. Nove filozofije pojavile su se i na istoku i na zapadu, pogotovo u 6. stoljeću prije Krista. S vremenom su se u svijetu razvile raznolike religije – od kojih su hinduizam i budizam u Indiji i zoroastrizam u Perziji neke od najranijih velikih vjera. Na istoku, tri škole mišljenja dominirale su kineskim mišljenjem (razmišljanjem) sve do današnjice. To su taoizam, legalizam i konfucionizam. Konfucionizam, koji je uzeo primat, se ne oslanja na moć zakona, već na snagu i primjer tradicije za političku moralnost. Na zapadu, grčka filozofska tradicija, predstavljena djelima Platona i Aristotela, proširena je diljem Europe i Bliskog Istoka osvajanjima Aleksandra Makedonskog u 4. stoljeću pr. Kr. Abrahamske religije su religije izvedene iz zajedničke drevne semitske tradicije koju su njeni slijedbenici povezali s Abrahamom (oko 1900. pr. Kr.), patrijarhom čiji je život prepričan u Hebrejskoj Bibliji/Starom zavjetu, prikazanim u Kuranu kao prorokom, kao i u Knjizi Postanka 20:7. To čini veliku grupu povezanih uglavnom monoteističkih religija, koje općenito uključuju Judaizam, Kršćanstvo i Islam i broji oko polovice vjerskih slijedbenika u svijetu.

## Likovna umjetnost
Velike umjetnosti potječu iz antičkih, starih kultura kao što je Stari Egipat, Grčka, Rim, Kina, Indija, Mezopotamija... u antičkoj Grčkoj primijećeno je obožavanje fizičkog oblika čovjeka i razvoj vještine koja prikazuje muskulaturu, ravnotežu, ljepotu i anatomiju pravilnih proporcija. Rimska kultura opisuje bogove kao idealizirana ljudSka bića, naglašujući neke elemente(Zeusova munja). U bizantskoj i gotičkoj umjetnosti srednjeg vijeka, dominacija Crkve utječe na prikazivanje biblijskih sadržaja i nematerijalnih istina. U renesansi se vidi povratak materijalnom svijetu i ta mijena se reflektira i u umjetničkim formama, što prikazuje ljudska tjelesnost i trodimenzionalna stvarnost prirode. Istočnjačka umjetnost djelovala je stilom sličnim Zapadnoj srednjovjekovnoj umjetnosti, to jest usredotočuje se na uzorkovanje površine i lokalni kolorit. Karakteristika tog stila je omeđenost konturama (moderni ekvivalent je strip). To je vidljivo u umjetnostima npr. Indije, Tibeta i Japana. Islamska religiozna umjetnost zabranjuje ikonografiju i izražava vjerske ideje kroz geometriju. Fizička i racionalna uvjerenja opisana u doba prosvjetiteljstva u 19.st. srušena su ne samo Einsteinovim otkrićima relativnosti i Freudovom psihologijom neviđenog, već i razvojem tehnologije bez presedana. Povećanje globalne interakcije u tom periodu uzrokovalo je utjecaj drugih kultura na Zapadnjačku umjetnost u jednakoj mjeri.

## Vrste medija
Crtanje je način stvaranja slike korištenjem nekog od raznih oruđa i neke od raznih vrsta tehnike. Obično uključuje ostavljanje tragova na površini pritiskom na oruđe ili kretanjem oruđa po površini. Uobičajena oruđa su grafitne olovke, tuš i pero, kistovi umočeni u tintu, voštane olovke u boji, pastele, ugljen i markeri. Također se koriste i digitalna oruđa koja oponašaju djelovanje ovih. Glavne tehnike koje se koriste u crtanju su crtanje linija, iscrtavanje linija, križanje nizova crta, nasumično iscrtavanje, črčkanje, punktiranje i stapanje. Umjetnik koji se ističe u crtanju zove se crtač.

## Slikanje
Uzeto doslovno, slikanje znači nanošenje pigmenta koji se čuva u mediju i vezivnom sredstvu (ljepilu) na površinu kao što je papir, platno ili zid. Ipak, kad pojam slikanja koristimo u umjetničkom smislu on znači vršenje ove aktivnosti u kombinaciji s crtanjem, kompozicijom i drugim estetskim elementima da se pokaže izražajna i konceptualna namjera slikara. Slikanjem se također izražavaju spiritualne teme i ideje; primjeri ove vrste slikanja pokrivaju od prikaza mitoloških motiva na lončariji ,do Sikstinske kapele i do samog ljudskog tijela. Boja je u srži slikanja kao što je zvuk u srži glazbe. Boja je vrlo subjektivna, ali ima mjerive subjektivne učinke iako se oni mijenjaju od kulture do kulture. Na Zapadu se sa žalovanjem povezuje crna boja, a drugdje je to bijela. Nadalje, korištenje jezika je samo generalizacija ekvivalenta boji. Riječ „crvena“ npr. pokriva široki spektar varijacija na čistu crvenu boju. Ne postoji formalizirani registar različitih boja kao što u glazbi postoji dogovor o različitim notama (npr. C i C s povisilicom), iako se u tu svrhu, u tiskarskoj i dizajnerskoj industriji koristi Pantoneov sustav. 

## Povijest humanističkih znanosti
Na Zapadu se proučavanje humanističkih znanosti može pratiti sve od antičke Grčke, kao osnova za širu naobrazbu građana. U vrijeme Rima razvio se koncept 7 slobodnih umjetnosti, od čega su gramatika, retorika i logika činile tzv. trivium, a aritmetika, geometrija, astronomija i glazba činile su kvadrivium. Ti predmeti tvorili su većinu srednjovjekovnog obrazovanja s naglaskom na humanističke znanosti kao vještine ili načine kako činiti stvari. Veliki prijelaz dogodio se u vrijeme renesanse, kada su humanističke znanosti postale predmet koji se treba proučavati, a ne prakticirati, s odgovarajućim odmakom od tradicionalnih područja prema područjima kao što su književnost i povijest. U 20.st. Ovaj je pokret doveden u pitanje postmodernističkim pokretom koji je želio definirati humanističke znanosti u ravnopravnijim uvjetima kakvi bi odgovarali demokratskom društvu.

## Humanističke znanosti danas
Mnogi američki koledži i sveučilišta vjeruju u pojam širokog obrazovanja u slobodnim umjetnostima, koji zahtjeva da svi studenti proučavaju humanističke znanosti kao dodatak njihovim specifičnim predmetima studiranja. U istaknute zagovarače slobodnih umjetnosti u SAD-u ubrajaju se Mortimer J. Adler i E.D. Hirsch.1980.god. Rockefellerova komisija o humanističkim znanostima opisala je humanističke znanosti u svojem izvješću; Humanističke znansti u životu Amerike: Kroz humanističke znanosti razmišljamo o temeljnom pitanju: „što znači biti čovjek?“ Humanističke znanosti nude smjernice, ali nikad potpun odgovor. One otkrivaju kako su ljudi pokušali naći moralni, duhovni i intelektualni smisao svijeta u kojem s iracionalnost, tuga, samoća i smrt jednako upadljivi kao i rođenje, prijateljstvo, nada i razum. Kritiku programa diplome tradicionalnih humanističkih znanosti/slobodnih umjetnosti izrazili su mnogi koji smatraju da su humanističke znanosti skupe i relativno „beskorisne“ na današnjem američkom tržištu poslova, gdje se u većini područja traži nekoliko godina specijaliziranog studija. To je u izravnoj suprotnosti s ranim 20.st. kada je otprilike 3-6% šire javnosti imalo sveučilišnu diplomu, a imati diplomu je značilo imati direktan put profesionalnom životu. 

## Digitalno doba
Jezik i književnost smatraju se središnjim temama humanističkih znanosti, stoga je utjecaj elektronske komunikacije od velike važnosti onima koji rade u tom području. Izravnost moderne tehnologije i Interneta ubrzava komunikaciju, ali može ugroziti „pokorene“ oblike komunikacije kao što su književnost i usmena predaja. I knjižnice se mijenjaju munjevitom brzinom kako kompjuterski terminali istiskuju police s knjigama. Unatoč činjenici da će se humanističke znanosti morati prilagoditi tim promjenama, malo je vjerojatno da će se tradicionalni oblici književnosti u potpunosti izgubiti.

## Građanstvo, razmišljanje o sebi i humanističke znanosti
Opisi humanističke znanosti kao znanosti koja razmišlja o sebi – razmišljanje o sebi kao znanost koja pomaže razviti osobnu svijest ili aktivni smisao za građansku dužnost – ključni su u opravdanju humanističkih znanosti od kraja 19.st. Učenjaci humanističkih znanosti u njemačkoj sveučilišnoj tradiciji sredine 20.st., uključujući Wilhelma Diltheya i Hans-Georga Gadamera, fokusirali su se na pokušaj humanističkih znanosti da se razlikuju od prirodnih znanosti i potrebu ljudskog roda da shvati vlastita iskustva. Takvo razmišljanje povezalo je istomislioce sličnih kulturnih pozadina i ponudilo smisao kulturnog kontinuiteta s filozofskom poviješću. Učenjaci su u 20.st. i ranom 21.st. proširili tu narativnu imaginaciju do sposobnosti shvaćanja proživljenih iskustava izvan nečijeg društvenog i kulturnog konteksta. 

## Istina, značenje i humanističke znanosti
Podjela između humanističkog učenja i prirodnih znanosti donosi i argumente značenja u humanističkim znanostima. Ono što razlikuje humanističke znanosti od prirodnih znanosti nije neki određeni predmet mišljenja, već način pristupa nekom pitanju. Humanističke znanosti se usredotočuju na spoznaju značenja, svrhe i ciljeva i unaprjeđuje procjenu jedinstvenih povijesnih i društvenih fenomena – interpretativna metoda nalaženja istine – umjesto objašnjavanja kauzalnosti događaja ili otkrivanja istine prirodnog svijeta. Osim zbog društvene primjene, narativna imaginacija je važno oruđe (re)produkciji spoznatog značenja u povijesti, kulturi i literaturi. Imaginacija, kao dio alata umjetnika i učenjaka, služi kao sredstvo stvaranja značenja koje izaziva reakciju publike. Pošto je poznavatelj humanističke znanosti uvijek unutar skupine proživljenih iskustava nikakvo apsolutno znanje nije teoretski moguće; znanje je dakle neprekidan tijek izmišljanja i ponovnog izmišljanja konteksta u kojem je tekst čitan. Poststrukturalizam je problematizirao pristup humanističkom učenju na osnovu pitanja značenja, namjere i autorstva. Po uzoru na smrt autora koju je proglasio Roland Barthez (u svojem djelu Death of the Author), razne teoretičarske struje kao što su dekonstrukcija i analiza diskursa žele istaknuti ideologije i retoričko djelovanje u stvaranju sadržajno značajnih objekata i hermeneutičkih subjekata humanističkog proučavanja. To je izlaganje izložilo interpretativne strukture humanističkih znanosti kritikama da je obrazovanje u humanističkim znanostima neznanstveno i stoga nepodobno za uključenje u nastavni program sveučilišta zbog same prirode mijenjanja njihovog značenja ovisno o kontekstu. 

## Zadovoljstvo, potraga za znanjem i obrazovanje u humanističkim znanostima
Kao što Stanley Fish kaže u svojem blogu za New York Times, humanističke znanosti se najbolje mogu obraniti ako uopće ne tvrde da su od koristi. Za Fisha, akademsko obrazovanje u predmetima humanističkih znanosti svoju vrijednost izvodi iz zadovoljstva koje se nalazi u neposrednoj aktivnosti čitanja i analiziranja tekstova. Svaki pokušaj da ih se opravda kroz vanjsku korist, kao društvena korist (recimo povećana produktivnost) ili kroz njihov navodni učinak oplemenjivanja pojedinca (kao veća mudrost ili smanjenje predrasuda), nije samo osuđen na oslabljenje njihovi rezultata već će dodatno izazvati zahtjeve akademskim odsjecima humanističkih znanosti koje oni sasvim sigurno ne mogu ispuniti. Fishu široko obrazovanje u humanističkim znanostima ne omogućava socijalne zalihe (koje sociolozi nazivaju kulturni kapital) koji je pomogao osobnom uspjehu u Zapadnom društvu prije doba masovne edukacije nakon Drugog svjetskog rata. Nadalje, dok humanističke znanosti vrlo vjerojatno obdaruju pojedinca vještinama analize primjenjivih u mnogim drugim životnim situacijama, ta korist nije ograničena samo na znanstveni pristup tekstovima u prostorijama a sveučilišta. Kritičko mišljenje može se steći na razne načine. Stoga ga se ne može braniti kao isključivu domenu akademskog obrazovanja u humanističkim znanostima. Može se uvjeravati da humanističke znanosti pružaju jedinstvenu vrstu zadovoljstva baziranog na potrazi za znanjem (čak i ako se radi samo o disciplinarnom znanju) koja se razlikuje od sve veće privatizacije slobodnog vremena i trenutnog zadovoljavanja karakterističnih za Zapadnu kulturu. Prema tom argumentu, samo akademska potraga za zadovoljstvom može pružiti vezu između privatnog i javnog područja u suvremenom Zapadnjačkom potrošačkom društvu i ojačati javnu sferu, koja je prema mnogim teoretičarima temelj moderne demokracije.

## Odbijanje humanističkih znanosti
Prešutne u mnogim od ovih argumenata koji podržavaju humanističke znanosti su odlike argumenata protiv javne podrške humanističkim znanostima. Joseph Carroll dokazuje da živimo u doba promjene svijeta, svijeta u kojem se kulturni kapital mijenja znanstvenom pismenošću i u kojem je romantičarsko poimanje učenih u renesansnim humanističkim znanostima zastarjelo. Takvi argumenti privlače osudama i brigama oko neophodne korisnosti humanističkih znanosti, pogotovo u vremena kada je učenima u književnosti, povijesti i umjetnosti od velike važnosti da se uključe u zajedničkei rad s praktičnim znanstvenicima ili da samo nađu neke inteligentne koristi od pronalazaka empirijske znanosti. Ideja da u današnje vrijeme, sa svojim fokusom na ideale efikasnosti i praktične koristi, učeni u humanističkim znanostima postaju zastarjeli, najsnažnije je opisana u opasci Marvina Minskyja: „Dajte mi sav taj novac koji bacamo na humanističke znanosti i umjetnost i napravit ću vam boljeg učenika.“ Minskyjeva vjera u nadmoć tehničkog znanja i spuštanje učenih u humanističkim znanostima današnjice na razinu relikata iz prošlosti poduprta novcem poreznih obveznika romantičara koji se rado prisjećaju dana Zakona o vojnicima ponavlja argumente koje su dali učenjaci i kulturni komentatori koji sebe nazivaju post-humanistima ili transhumanistima. Ideja je da trenutni trendovi u znanstvenom shvaćanju ljudskog bića dovodu u pitanje. Primjeri tih trendova su dokazi kognitivnih znanstvenika da je um samo uređaj za računanje, genetičara koji tvrde da su ljudska bića ništa više od prolazne ljuske koju koriste samorazmnožavajući geni, ili bioinženjera koji tvrde da bi jednog dana bilo, ne samo moguće, već i poželjno stvarati ljudsko-životinjske hibride. Više nego bavljenjem staromodnim humanističkim znanostima, transhumanisti su zabrinuti iskušavanjem i mijenjanjem granica naših mentalnih i fizičkih kapaciteta na područjima kao što su kognitivna znanost i bioinženjering kako bi prešli u osnovi tjelesna ograničenja koja su vezivala čovječanstvo. Unatoč kritikama učenja humanističkih znanosti kao zastarjelih, mnoga od najutjecajnijih post-humanističkih djela su duboko vezana uz film i književnu kritiku, povijest i kulturne studije, što se i vidi iz pisanja Donne Harraway i N. Katherine Hayles.